# عبدول‌الخل
عبدول‌الخل (به انگلیسی: Abdul Khel) در پاکستان است که در خیبر پختونخوا واقع شده‌است.